# Marofoty
Marofoty è una città e comune del Madagascar situata nel distretto di Toliara II, regione di Atsimo-Andrefana. 
La popolazione del comune rilevata nel censimento 2001 era pari a 17 005 unità.